# Stomp 442
Stomp 442 − siódmy album studyjny thrashmetalowego zespołu Anthrax. To ostatni album tego zespołu wydany przez wytwórnię płytową Elektra Records. Po nagraniu tego albumu grupa zmieniła wytwórnię płytową.
Według danych z kwietnia 2002 album sprzedał się w nakładzie 115,017 egzemplarzy na terenie Stanów Zjednoczonych.

## Lista utworów
1. Random Acts of Senseless Violence
2. Fueled
3. King size
4. Riding Shotgun
5. Perpetual Motion
6. In a Zone
7. Nothing
8. American Pompeii
9. Drop the Ball
10. Tester
11. Bare

## Skład
Członkowie zespołu
- John Bush – wokal prowadzący
- Scott Ian – gitara rytmiczna, gitara akustyczna, gitara prowadząca (utwór 10)
- Frank Bello – gitara basowa, wokal
- Charlie Benante – bębny, perkusja, gitara prowadząca (utwory 7, 8, 10, 11), gitara akustyczna

Gościnnie
- Paul Crook – gitara prowadząca (utwory 1, 4, 6, 9)
- Dimebag Darrell – gitara prowadząca (utwory 2, 3)
- Mike Tempesta - gitara (utwór 8)

## Okładka
Została zaprojektowana przez angielskiego grafika Storma Thorgersona (znanego między innymi z projektu okładki albumów Dark side of the Moon oraz The Division Bell zespołu Pink Floyd. Przedstawia ona kulę złomu stojącą na betonowym podłożu na uboczu złomowiska, obok której stoi kilkukrotnie od niej niższy, nagi mężczyzna trzymający w ręku prosty kij. Nie wiadomo ani czym jest kula złomu, ani kim jest i jaką funkcję pełni mężczyzna.

## Pozycje na listach
| Lista         | Kraj              | Pozycja |
| ------------- | ----------------- | ------- |
| Billboard 200 | Stany Zjednoczone | 47      |